# إرفينغ سميث
إرفينغ سميث (5 فبراير 1884 - 21 أكتوبر 1971) (بالإنجليزية: Irving Smith)‏ هو لاعب كريكت بريطاني (وحمل سابقاً جنسية المملكة المتحدة لبريطانيا العظمى وأيرلندا).